# Eutropis englei
Eutropis englei (шестисмуга мабуя) — вид сцинкоподібних ящірок родини сцинкових (Scincidae). Ендемік Філіппін.

## Поширення і екологія
Шестисмугі мабуї мешкають в прибережних районах на півдні острова Мінданао. Вони живуть в прибережних заростях та на кокосових гаях, на висоті до 500 м над рівнем моря.